# Birki
Borki
Pour les articles homonymes, voir Borki.
Birki (ukrainien : Бiрки) ou Borki (russe : Борки) est un village du raïon de Tchouhouïv, dans l'oblast de Kharkiv, en Ukraine. Sa population s'élevait à 2 936 habitants en 2021.

## Géographie
Le village est bordé par les rivières Djgoun et Mja.

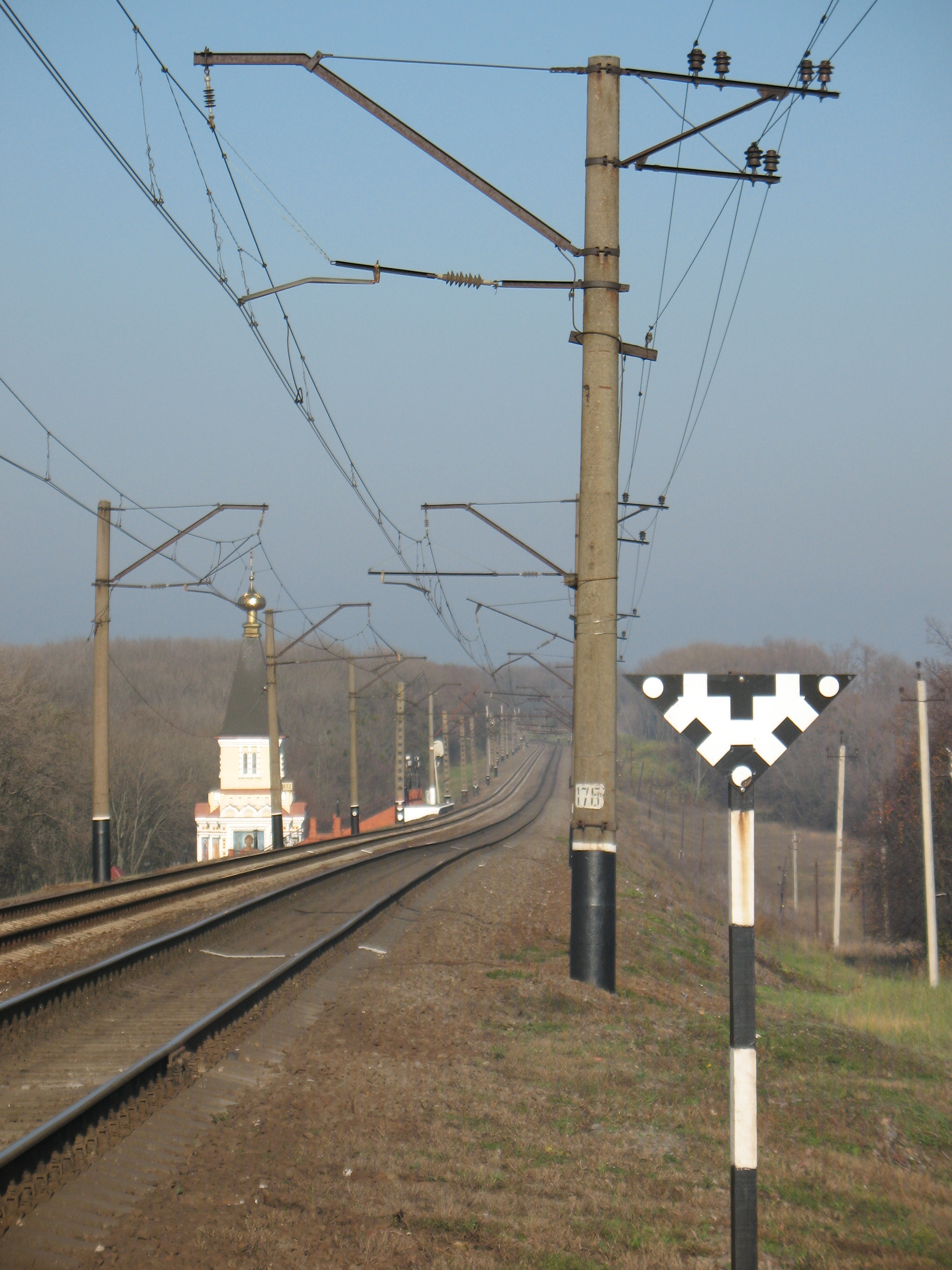
La chapelle de la Sainte Face proche de la voie ferrée.

## Histoire
Le village est fondé en 1659, une gare y est créée en 1869 sur la ligne ferroviaire Koursk-Kharkiv-Azov.
À la suite de l'accident de train de 1888 fut construite une église.
En 1940 il comptait six moulins, une briqueterie, une église et un étang ; pour 567 ménages.
En juin 2020, la commune fusionne avec celle de Zmiïv et avec la réforme administrative, un mois plus tard, elle est intégrée au raïon de Tchouhouïv.

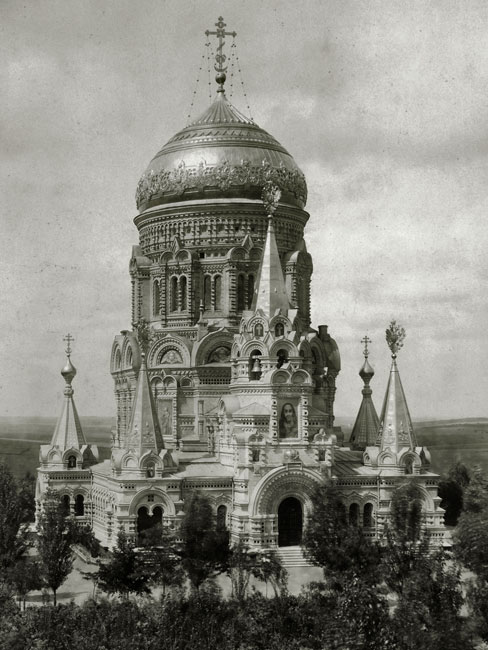
Cathédrale du Christ-Sauveur détruite en 1931 par le gouvernement soviétique.
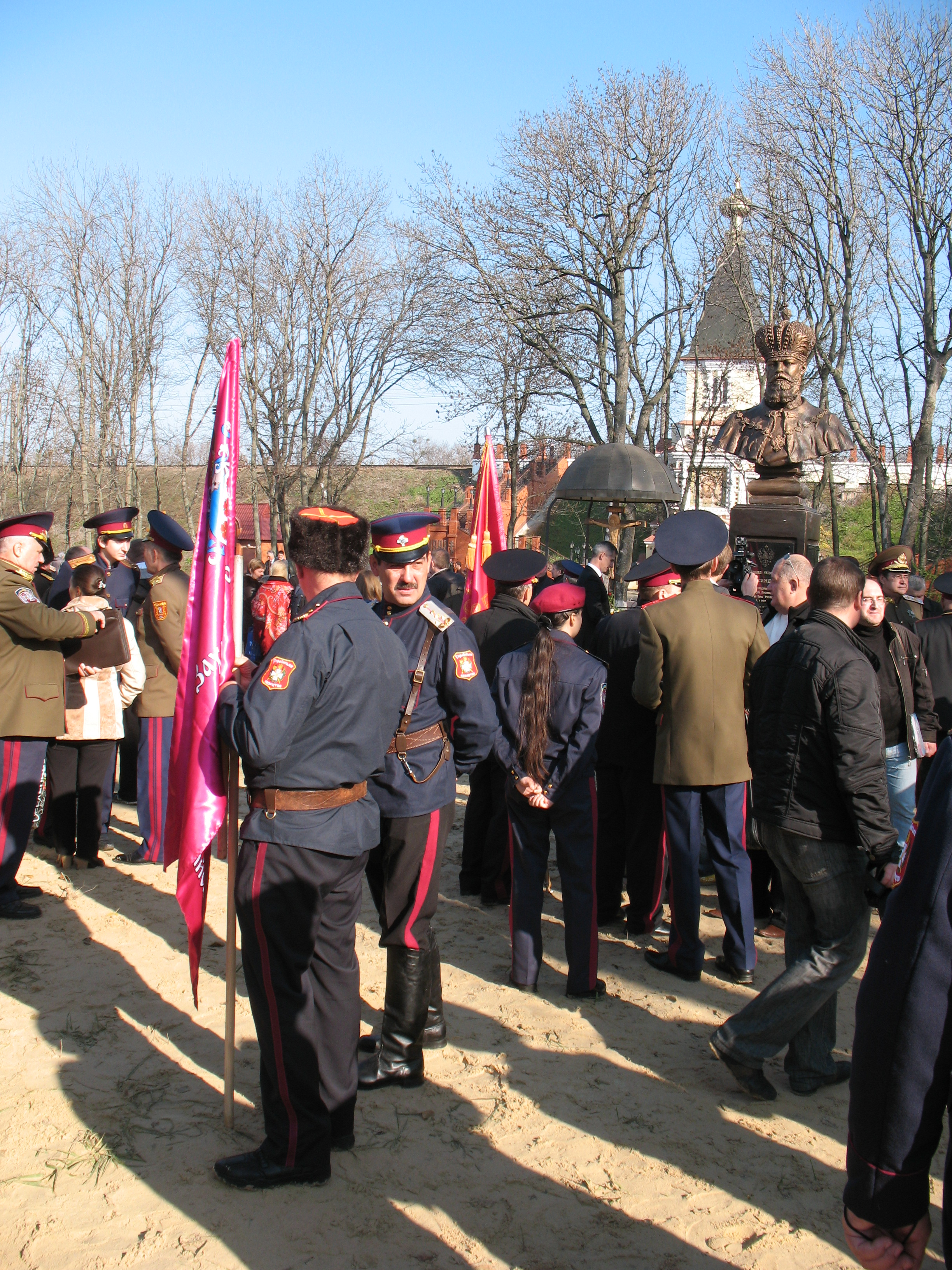
2013 inauguration du monument Alexandre III.
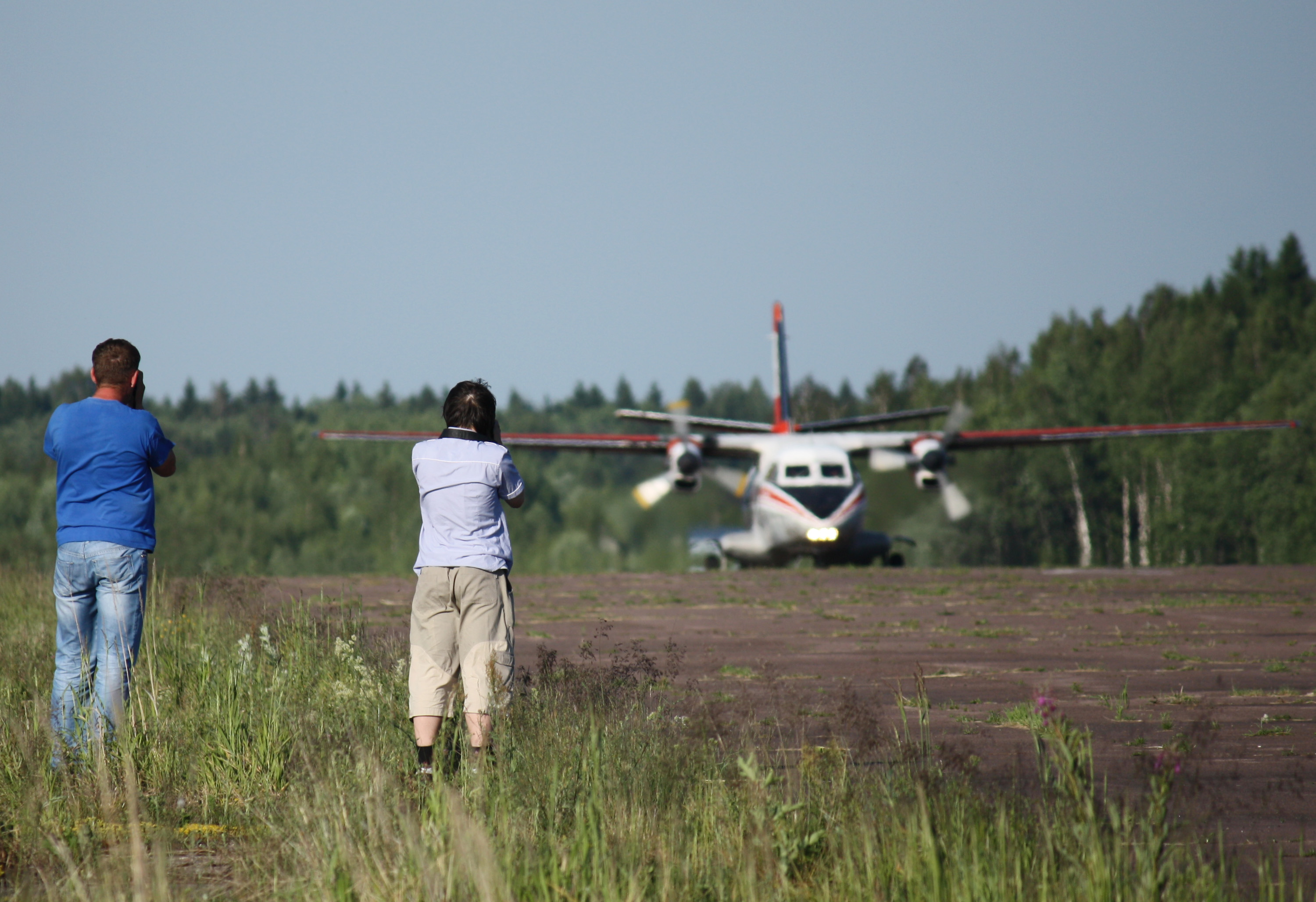
Sur l'aéroport Joukov.
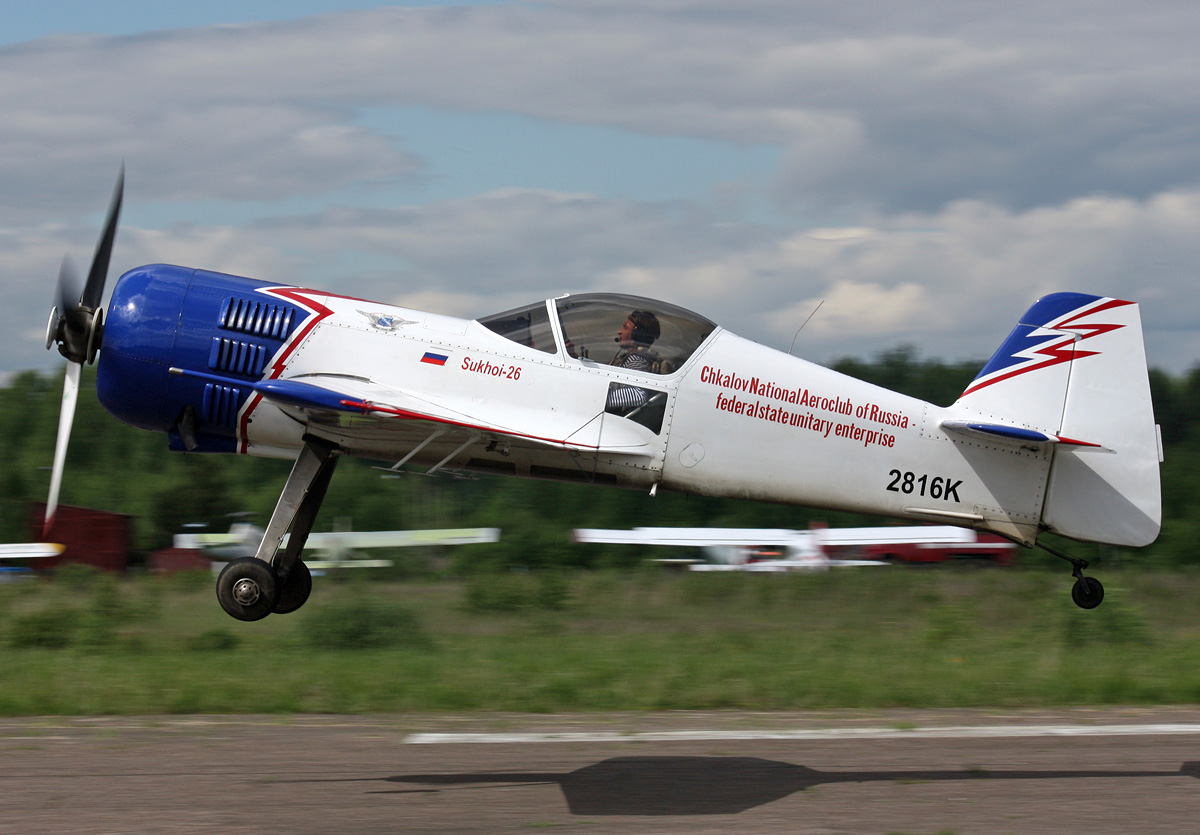
Sukhoi Su-26.